# Roter Himmel
Roter Himmel (em inglês:  Afire) é um longa-metragem dramático alemão dirigido por Christian Petzold, estrelado por Thomas Schubert, Paula Beer, Langston Uibel e Enno Trebs, tem a trama de relacionamento concentrada em quatro pessoas que estão presas em sua casa de férias no Mar Báltico por incêndios florestais descontrolados. Vencedor do Urso de Prata Grande Prêmio do Juri na 73º edição do Festival Internacional de Berlim teve sua estreia mundial em 22 de fevereiro de 2023. Ele chegou aos cinemas na Alemanha em 20 de Abril de 2023.

## Sinopse
Em uma casa de férias no Mar Báltico, não muito longe de Ahrenshoop, no verão quente e seco, quatro jovens se encontram. Há um incêndio na floresta e, lenta e imperceptivelmente, eles são cercados por paredes de chamas. Presos, eles se aproximam, e então o desejo, o amor e o sexo os dominam.

## Elenco
- Thomas Schubert como Leon
- Paula Beer como Nadja
- Langston Uibel como Felix
- Enno Trebs como David
- Matthias Brandt como Helmut
- Esther Ash como Ms. König, gerente do hotel
- Jennipher Antoni como Mrs. Roland, caixa
- Jonas Dassler
- Marieke Zwart como bombeira

## Produção
Em outubro de 2020, Christian Petzold revelou seu próximo filme, uma história de romance homossexual. Ele revelou que quer fazer uma série de filmes vagamente inspirados nos elementos clássicos da água, terra, fogo e ar. Começando com Undine em 2020, um conto da ninfa da água, o fogo será representado por Afire.
O filme foi filmado de 28 de junho de 2022 a 17 de agosto de 2022 em Ahrenshoop, na Alemanha.

## Lançamento
Roter Himmel teve sua estreia em 22 de fevereiro de 2023 como parte do 73º Festival Internacional de Cinema de Berlim, na mostra competitiva. Está programado para estrear nos cinemas na Alemanha em 20 de abril de 2023.

## Recepção

### Resposta da crítica
No site do agregador de críticas Rotten Tomatoes, o filme tem uma taxa de aprovação de 92% com base em 13 críticas, com uma classificação média de 7,8/10. No Metacritic, tem uma pontuação média ponderada de 80 em 100 com base em 9 avaliações, indicando "Avaliações geralmente favoráveis".

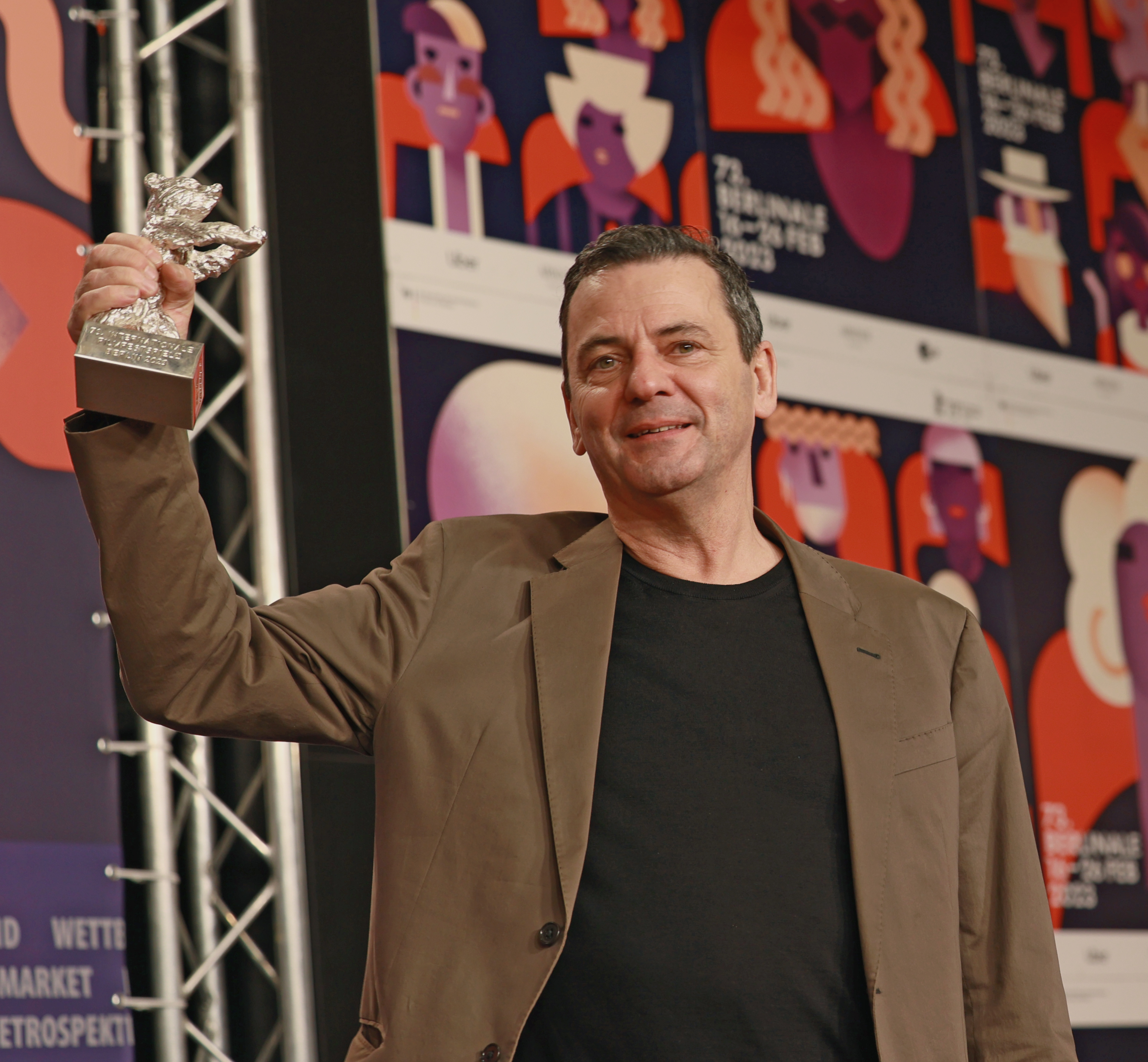
Sebastian Petzold, com o Urso de Prata Grande Prêmio do Juri por Roter Himmel

Nicholas Bell em IonCinema.com classificou o filme em 3.5/5 e escreveu: "o verdadeiro prazer está na escrita de Petzold sobre seus personagens, e há uma autenticidade estranhamente satisfatória nos desconfortos e agressões causados pelos momentos de pretensão de autodefesa de Leon." A crítica de Ben Croll ao IndieWire classificou o filme como B- e escreveu: "Petzold tenta tirar o ar de um pomposo fanfarrão e, na maioria das vezes, consegue um efeito delicioso e cáustico." Peter Bradshaw, do The Guardian, avaliou o filme com 2 estrelas de 5 e escreveu: "A mudança tonal não é realmente convincente e gostaria que o potencial do filme para uma comédia mais leve tivesse sido mais desenvolvido. Mesmo assim, é uma forte atuação de Schubert.

### Prêmios e indicações
| Prêmio                             | Data                    | Categoria                           | Indicado(s) | Resultado | Ref.          |
| ---------------------------------- | ----------------------- | ----------------------------------- | ----------- | --------- | ------------- |
| Berlin International Film Festival | 25 de Fevereiro de 2023 | Urso de Prata Grande Prêmio do Juri | Afire       | Venceu    | [ 14 ] [ 15 ] |